# Coleomegilla cubensis
Espèce
Coleomegilla cubensis est une espèce d'insectes coléoptères de la famille des Coccinellidae (coccinelles).